# Boudečka
Boudečka je zaniklá usedlost v Praze 3-Žižkově. Nacházela v místech parku mezi ulicí Seifertova a fotbalovým stadionem Viktorie Žižkov včetně plochy stadionu.

## Historie
Boudečka stála při silnici vycházející z Prahy Novou branou a směřující do Olšan. Na své severní straně přes tuto silnici sousedila s Šubrtkou, na východě s Dolní Sklenářkou a na západě s Dirixkou. Usedlost je doložena nejpozději roku 1785, v polovině 18. století byly stavby s polnostmi v majetku Marie Terezie Hronové. Při domu v jižní části pozemku bývala velká barokní zahrada s kašnou na centrální ose.

### Plynárna Žižkov
Roku 1865 byla na pozemcích Boudečky a Dirixky, ležících tehdy v katastrální obci Viničné Hory, zřízena pražská obecní plynárna, první obecní plynárna v českých zemích. Usedlost se dostala do areálu plynárny a byla využívána pro její potřeby. Plyn určený k osvětlení veřejných budov, domácností, továren a veřejných ulic se zde vyráběl od roku 1866 do roku 1926 (žižkovské ulice byly od roku 1889 osvětlovány elektřinou). Usedlost zanikla spolu s celým areálem v letech 1931–1933.